# Bachén, Chamula
Bachén är en ort i Mexiko.   Den ligger i kommunen Chamula och delstaten Chiapas, i den sydöstra delen av landet, 700 km öster om huvudstaden Mexico City. Bachén ligger 1 978 meter över havet och antalet invånare är 489.
Terrängen runt Bachén är kuperad västerut, men österut är den bergig. Terrängen runt Bachén sluttar norrut. Runt Bachén är det ganska tätbefolkat, med 166 invånare per kvadratkilometer. Närmaste större samhälle är San Cristóbal de las Casas, 15,8 km söder om Bachén. Omgivningarna runt Bachén är en mosaik av jordbruksmark och naturlig växtlighet.